# Football Club Progrès Niedercorn 2008-2009
Questa voce raccoglie le informazioni riguardanti il Football Club Progrès Niedercorn nelle competizioni ufficiali della stagione 2008-2009. 

## Rosa
| N. |                        | Ruolo | Calciatore              |
| -- | ---------------------- | ----- | ----------------------- |
|    | Lussemburgo (bandiera) | P     | Philippe Felgen         |
|    | Lussemburgo (bandiera) | P     | David Castellani        |
|    | Lussemburgo (bandiera) | P     | Christophe Wilwert      |
|    | Lussemburgo (bandiera) | D     | Marc Chaussy            |
|    | Francia (bandiera)     | D     | Enzo Ghin               |
|    | Italia (bandiera)      | D     | Rocco Palazzo           |
|    | Lussemburgo (bandiera) | D     | Thomas Panel            |
|    | Francia (bandiera)     | D     | Jonazionehan Rigo       |
|    | Portogallo (bandiera)  | D     | David Soares Marques    |
|    | Lussemburgo (bandiera) | D     | François Vales Ferreira |
|    | Lussemburgo (bandiera) | D     | Nico Zhan               |

| N. |                                 | Ruolo | Calciatore             |
| -- | ------------------------------- | ----- | ---------------------- |
|    | Francia (bandiera)              | C     | Didier Chaillou        |
|    | Francia (bandiera)              | C     | Thomas Gilgemann       |
|    | Lussemburgo (bandiera)          | C     | Sven Gorza             |
|    | Portogallo (bandiera)           | C     | Paulo Henriques Pinto  |
|    | Francia (bandiera)              | C     | Christophe Kaufmann    |
|    | Lussemburgo (bandiera)          | C     | Sammy Muller           |
|    | Portogallo (bandiera)           | C     | Nelson Silva Kabral    |
|    | Portogallo (bandiera)           | C     | Dany Teixeira Figueira |
|    | Francia (bandiera)              | A     | François Colleatte     |
|    | Bosnia ed Erzegovina (bandiera) | A     | Amer Dautbasic         |
|    | Italia (bandiera)               | A     | Maurizio Masi          |